# Fortriu
Il regno di Fortriu era l'antico regno dei Pitti, nome usato spesso dagli storici come sinonimo di Pittavia. 
Secondo alcuni era più o meno ubicato nell'area attorno al Moray e al Ross orientale, nella Scozia del nord, mentre secondo altri era ubicato nell'area di Strathearn, nella Scozia centrale.
Il poema noto come Profezia di Berchán, scritto forse nel XII secolo, anche se riprende tradizioni molto più antiche, afferma che "Mac Bethad, il glorioso re di Fortriu, conquisterà la Scozia". Fortriu è menzionato come uno dei sette antichi regni dei Pitti dal De Situ Albanie del XIII secolo. È da qui che prese le mosse l'unificazione del regno dei Pitti con l'acquisizione della Pittavia del sud dopo la cacciata dei northumbriani da parte di re Bridei III con la battaglia di Dunnichen. La ricollocazione del regno di Fortriu a nord del Mounth accresce l'importanza dei Vichinghi. Infatti l'impatto vichingo nel sud fu così grande qui e nel sud costoro conquistarono molte terre. Perciò, la creazione del regno di Alba o di quello di Scozia dalla Pittavia, associata tradizionalmente con la conquista da parte di Cináed mac Ailpín nell'843 potrebbe essere vista in questo contesto.